# Christian Dior SE
Christian Dior SE mais conhecida por Dior, é uma empresa francesa sediada em Paris, que detém o produtor e distribuidor de moda Christian Dior Couture, bem como 42% da empresa LVMH Moët Hennessy • Louis Vuitton, a maior empresa mundial do sector do luxo.
Tanto a Dior como a LVMH são controladas e presididas pelo empresário Bernard Arnault.  A marca Dior tem o nome de Christian Dior, que lançou o império da alta costura em 1946.
Hoje a empresa projeta e comercializa produtos para o dia-a-dia, incluindo bolsas, artigos de couro, acessórios de moda, calçados, joias, relógios, fragrâncias, maquiagens e produtos para a pele, e mantendo sua tradição como uma das mais influentes no ramo da alta costura. E, embora o selo Christian Dior permaneça em grande parte voltado para o público feminino, a empresa também opera a divisão Dior Homme para homens, e Baby Dior para roupas infantis. Os produtos são vendidos em todo o seu portfólio de lojas de varejo em todo o mundo, bem como através de sua loja online.

## Presença internacional
A Dior opera 194 boutiques pelo mundo. Em 2015 inaugurou a maior loja da rede no mundo na China.
A marca foi a primeira maison internacional a chegar ao Brasil na década de 50, sendo comercializada em multimarcas. No inicio da década de 90 abriu a sua primeira loja no Brasil em São Paulo, na Rua Haddock Lobo nos Jardins e em fevereiro de 2013 abriu a sua segunda loja no país, no shopping Cidade Jardim.
A Dior criou fortes parcerias com celebridades de Hollywood e influenciadores de mídias sociais, trabalhando em estreita colaboração com esses indivíduos para fixar a sua identidade como uma marca nova e moderna. Algumas das personalidades que representam produtos da grife são o ator Johnny Depp (Dior "Sauvage"), as atrizes Jennifer Lawrence ("Joy" by Dior) e Charlize Theron ("J’adore"), Robert Pattinson ("Dior Homme"), Natalie Portman ("Miss Dior"), entre outras celebridades.